# SHINO
SHINO（しの、1976年6月5日 - ）は日本のタレント、元モデルである。本名は寺脇 志乃（てらわき しの）（旧姓・後藤）。夫は落語家・タレントの月亭八光。義父は落語家で上方落語協会顧問の月亭八方。

## 来歴・人物
- 3歳の時に実父が亡くなっており、実父のことは全く覚えていない。
- 短大を卒業後、銀行員として2年働き、その後モデルに転身。
- 2003年、『ごきげん!ブランニュ』の出演をきっかけに月亭八光と知り合い、2004年12月7日に結婚。2005年3月22日に挙式した（仲人はトミーズ雅）。
- 2009年頃より、『ごきげん!ブランニュ』にぽっちゃりアイドル・ポッチャルSHINOとして番組の節々で出演。
- 現在二児の母、4歳上の兄が居る。
- 結婚直後から太り始め、2010年秋時点で夫の月亭八光よりも体重が重くなっている事実を明かした（2010/10/12放送分・朝日放送「ごきげん!ブランニュ」より）。

## 主な出演

### テレビ
- ごきげん!ブランニュ（朝日放送）※不定期出演
- 八光んちの海外旅行 IN ハワイ（朝日放送、2010年4月17日）
- 冒険チュートリアル（関西テレビ、2010年11月22日・2011年2月14日）
- ロケみつ〜ロケ×ロケ×ロケ〜（毎日放送、2011年6月2日）
- 流行りん♥モンロー（関西テレビ、2012年）
- 八方・陣内・方正の黄金列伝 夏の特別興行（ytv、2014年8月30日）

### CM
- ジャンボカラオケ広場（2010年3月8日 - 4月）

### 雑誌 他
- 関西ウォーカー（角川書店、2010年）
- なんばグランド花月（2011年5月） - トミーズスペシャル：コント